# 斯塔巴克峰
斯塔巴克峰（英語：Starbuck Peak），是南極洲的山峰，位於南喬治亞島南部，處於里斯廷冰川和哈默冰川之間，海拔高度1,435米，由英國南極名稱諮詢委員會命名，現時由英國海外領土管轄。